# Геликон
Гелико́н (от др.-греч. ἕλιξ — витой, изогнутый) — низкий по звучанию медный духовой инструмент семейства саксгорнов. Используется преимущественно в духовых оркестрах. В симфонических оркестрах геликон практически не применяется, так как его заменяет туба (звучание этих инструментов схоже). Популярность геликона в духовых оркестрах связана с удобством его использования при игре стоя или на ходу: по сравнению с тубой, для которой при длительной игре для компенсации веса необходимо использовать ремни, геликон за счёт своей конструкции и расположения при игре (инструмент вешается на левое плечо через голову) лучше распределяет свой вес. В конных духовых оркестрах это удобство приобретает ещё большее значение: исполнитель может играть на геликоне, освободив одну руку (или даже обе руки) для управления лошадью.
Пользуется популярностью в Центральной и Восточной Европе, а его разновидность сузафон, появившийся в США в конце XIX века, — также в Соединённых Штатах и других странах.

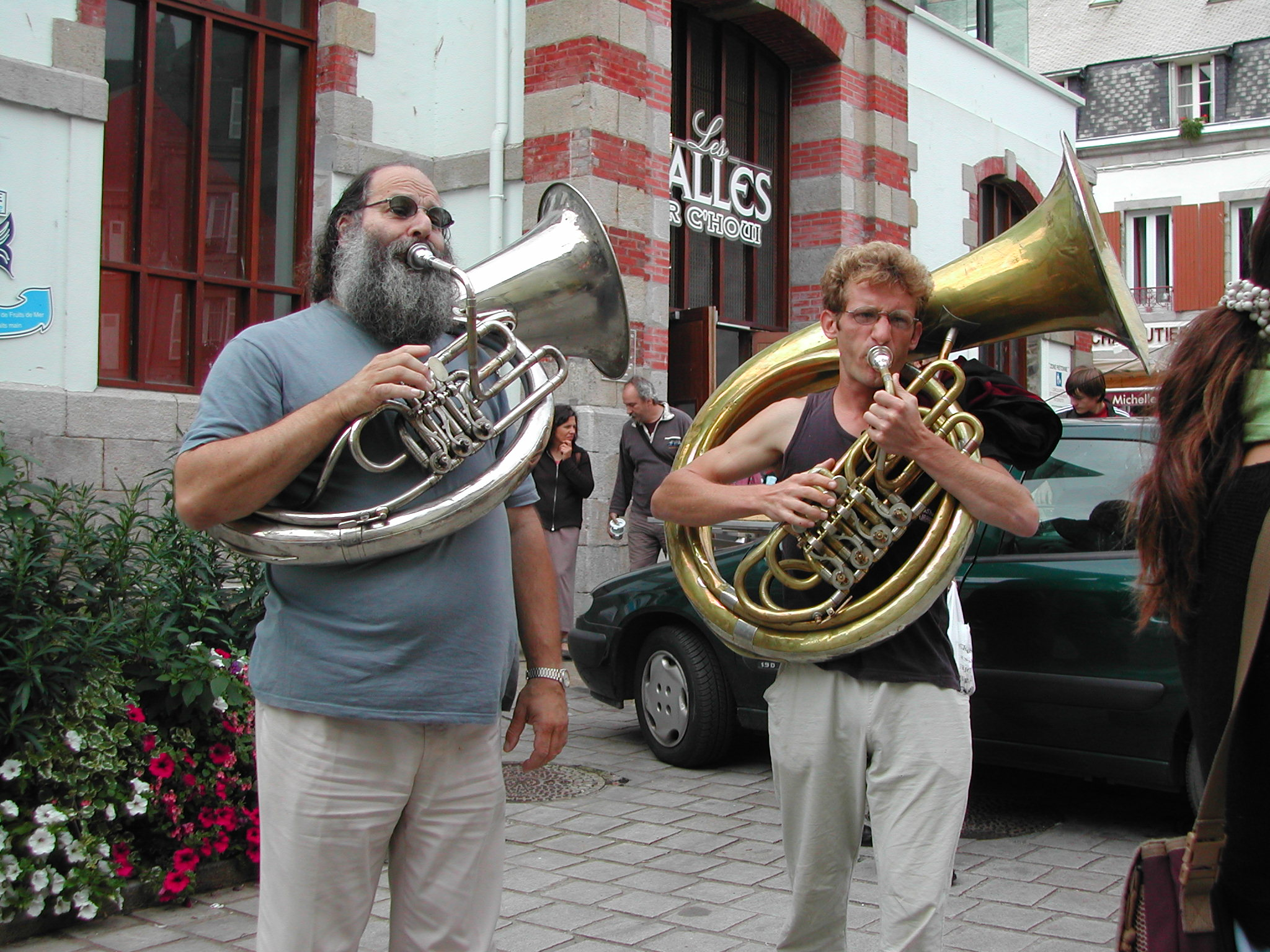
Игра на геликоне
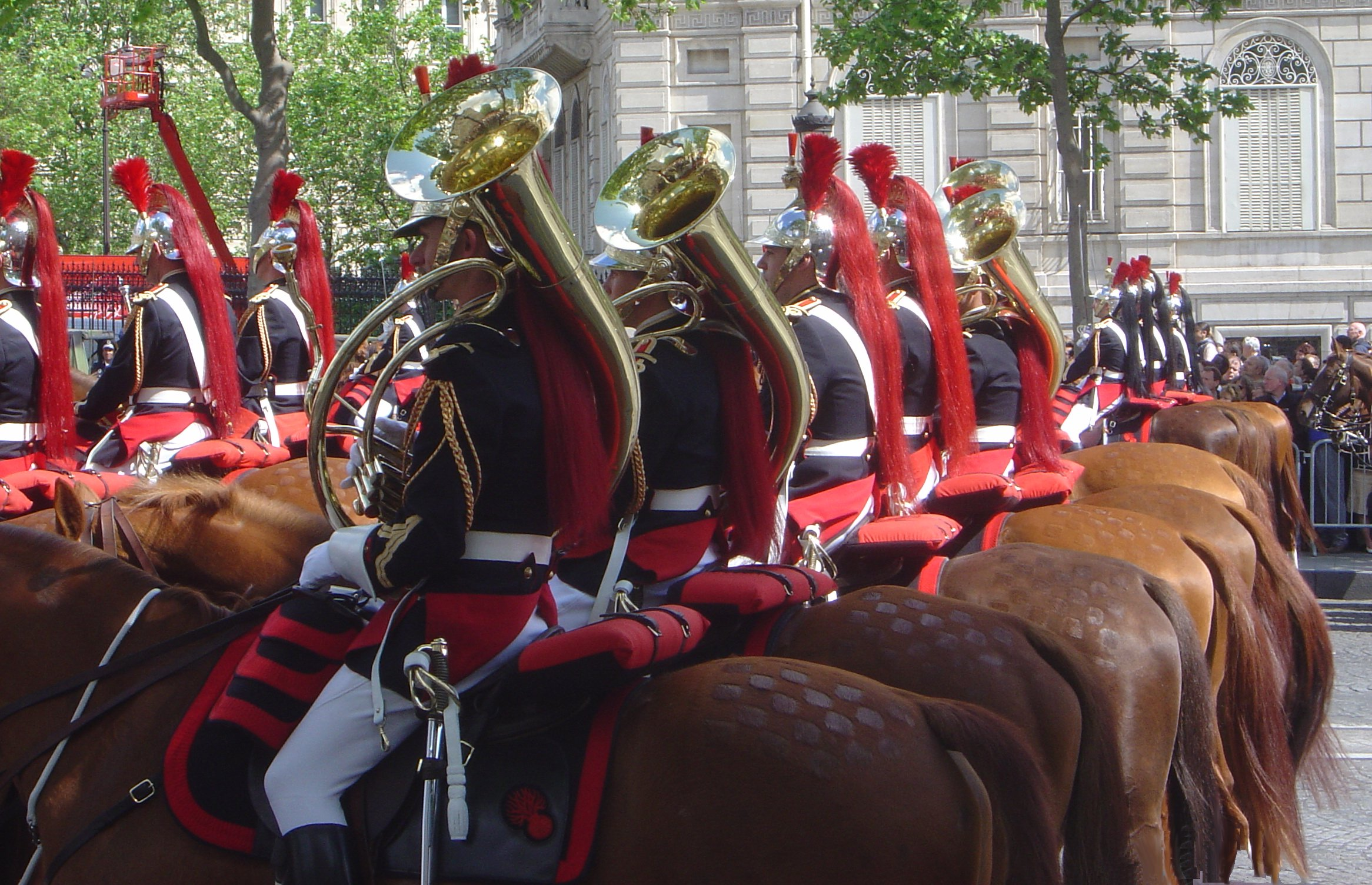
Геликон в конном строю Республиканской гвардии Франции